# Międzyrzecze (województwo śląskie)
Międzyrzecze – wieś w Polsce położona w województwie śląskim, w powiecie bieruńsko-lędzińskim, w gminie Bojszowy.

## Nazwa
Nazwa pochodzi od miejsca położenia, między dwiema rzekami: Korzyńcem i Pszczynką. Niemiecki językoznawca Heinrich Adamy swoim dziele o nazwach miejscowości na Śląsku wydanym w 1888 roku we Wrocławiu wymienia nazwę wsi zanotowaną jako Mezerzice podając jej znaczenie „Ort zwischen zwei Flussen” czyli „miejscowość pomiędzy dwiema rzekami”

## Historia
W dokumencie sprzedaży dóbr pszczyńskich wystawionym przez Kazimierza II cieszyńskiego w języku czeskim we Frysztacie w dniu 21 lutego 1517 roku wieś została wymieniona jako Mezerziczi. Następnie Międzyrzecze leżało w południowo-wschodniej części księstwa pszczyńskiego.
W 1765 miejscowość znalazła się w granicach Królestwa Prus, a w 1922 w Polsce.
W latach 1973–1977 w gminie Bojszowy (obejmującej 7 sołectw: Bojszowy, Jankowice, Jedlina, Międzyrzecze, Nowe Bojszowy, Studzienice i Świerczyniec). W latach 1977–1991 dzielnica Tychów. Od 2 kwietnia 1991 ponownie w reaktywowanej gminie Bojszowy (nie obejmującej już Jankowic i Studzienic).
W latach 1975–1998 miejscowość administracyjnie należała do województwa katowickiego.